# Eastern Airlines-vlucht 401
Eastern Air Lines-vluchtt 401 was een Lockheed L-1011-passagiersvliegtuig dat in de nacht van 29 december 1972 verongelukte in de Florida Everglades. Van de 163 passagiers en 13 crewleden kwamen er 101 om, waarvan twee kort na het ongeluk. Het ongeluk vond plaats doordat de piloten waren afgeleid door een klein technisch mankement (en bezig waren met de analyse van dit probleem), en niet in de gaten hadden dat het vliegtuig zich in een constante daling bevond.

## Ongeluk
Eastern Air Lines-vlucht 401 was een vier maanden oud toestel, dat onderweg was van JFK in New York naar Miami International Airport. De piloten waren gezagvoerder Robert Loft, en copiloot Albert Stockstill. Ook in de cockpit was boordwerktuigkundige Don Repo.
Toen het vliegtuig om 23.32 uur Miami naderde en zijn landingsgestel uitklapte, bleek het groene lampje dat gaat branden indien het neuswiel geheel is uitgeklapt en vastgeklikt, niet te werken. Zonder dit lampje kon de crew niet met zekerheid zeggen of het landingsgestel werkte, dus bleven ze een tijdje boven Miami cirkelen in de hoop het probleem op te kunnen lossen. Na een test bleek dat het lampje was doorgebrand en zou moeten worden vervangen.
De crew zette het vliegtuig op de automatische piloot op een hoogte van 2000 voet (+/- 600 meter), en probeerde het lampje te vervangen. Ondertussen verliet Don Repo de cockpit en probeerde te kijken of hij zelf kon zien of het landingsgestel goed was uitgeklapt. Na ongeveer 80 seconden op de automatische piloot op dezelfde hoogte te hebben gevlogen, leunde een van de piloten tegen de stuurknuppel waardoor het vliegtuig in een andere mode van de autopilot werd gebracht, Control wheel steering (CWS), en begon het vliegtuig zeer langzaam te dalen. Het alarmsysteem dat de hoogte van het vliegtuig controleert ging af, maar Don Repo was niet op zijn plaats in de cockpit en de piloten waren druk bezig en hebben het alarm waarschijnlijk niet opgemerkt. Even later, toen de piloten doorhadden dat het vliegtuig hoogte verloor, was het al te laat. Het toestel stortte neer in het moeras van de Florida Everglades. 99 inzittenden kwamen om bij de crash, en nog eens twee stierven kort erna aan hun verwondingen.
Robert "Bud" Marquis was met zijn vriend Ray Dickinsin in een moerasboot op kikkers aan het jagen toen hij het ongeluk zag. Hij haastte zich met zijn boot naar de plek van het ongeluk, en bracht zo veel mogelijk overlevenden in veiligheid. Voor zijn optreden kreeg hij later de Humanitarian Award van de National Air Disaster Alliance en de "Alumitec – Airboat Hero Award," van de American Airboat Search and Rescue Association.

## Oorzaak
De automatische piloot was ingeschakeld op CWS (Control Wheel Steering Mode). In deze mode houdt de automatische piloot het vliegtuig op de huidige hoogte en koers. De automatische piloot is ingesteld om bij een beweging met een kracht van 15 pond (ca. 66 N) deels uit te schakelen; de richting wordt dan nog wel vastgehouden maar de hoogte niet meer.
Volgens onderzoekers moet de gezagvoerder per ongeluk tegen de stuurknuppel hebben gestoten toen hij zich omdraaide om met de copiloot te spreken, waardoor de automatische piloot deels uitschakelde en het toestel in een daling terechtkwam. Toen het vliegtuig te laag kwam ging weliswaar een waarschuwingssignaal van het Ground Proximity Warning System af, maar dit werd niet gehoord door de crew omdat de gezagvoerder en copiloot waren afgeleid, en de engineer niet in de cockpit was. Toen het tweede, indringende GPWS-alarm afging, was het al te laat; de piloten slaagden er niet meer in het vliegtuig op te trekken.
In het uiteindelijke rapport werd het ongeluk toegeschreven aan een fout van de piloot. Het enige technische mankement aan het vliegtuig was het kapotte lampje van het neuswiel.

## Vlucht 401 in media en cultuur
Het verhaal van de crash en de nasleep werd gedocumenteerd in John G. Fullers boek The Ghost of Flight 401 (ISBN 0-425-06234-1).
In de maanden en jaren na het ongeluk beweerden verschillende crewleden van andere Eastern Air Lines-vluchten dat ze geestverschijningen zagen van de omgekomen bemanningsleden van vlucht 401. Het verhaal ging dat deze geestverschijningen veroorzaakt werden door de nog bruikbare onderdelen van vlucht 401, die na het ongeluk waren hergebruikt in andere toestellen. De verhalen deden als een lopend vuurtje de ronde. Het management van Eastern Airlines deed de verhalen van de hand als verzinsels en dreigde werknemers te ontslaan als ze met iemand spraken over de “geesten”. Ze gaven de schuld van de verhalen aan de televisiefilm The Ghost of Flight 401 uit 1978. Uiteindelijk besloot Eastern Airlines alle onderdelen van vlucht 401 weer te verwijderen uit de toestellen.
In de aflevering Phantom Traveler (aflevering 4, seizoen 1) van Supernatural, waarin een vliegtuig crasht door toedoen van een geest, benoemen twee onderzoekers die vlucht enkele keren als vlucht 401.